# Kursalon Hübner
Le Kursalon Hübner (littéralement, Salon de cure Hübner) est un bâtiment historiciste de style Renaissance italienne situé à Vienne. Il est situé dans le Stadtpark, dans le centre-ville de Vienne.

## Histoire
À la place du Stadtpark d'aujourd'hui, se trouvait jusqu'au milieu du XIXe siècle le Wasserglacis, sorte de station balnéaire aux portes de Vienne. Des soins et de l'eau minérale pour les cures thermales étaient servies dans un pavillon thermal (Kurpavillon). Après la destruction de l'ancienne enceinte de Vienne et la construction de la Ringstrasse sur ordre de l'empereur François-Joseph Ier, le parc de la ville a été construit et ouvert en 1862. Afin d'offrir plus de possibilités de loisirs, un nouveau Kursalon (un peu plus à l'ouest que le Kurpavillon d'origine) a été construit par l'architecte Johann Garben pour le compte de la ville de Vienne entre 1865 et 1867. À l'origine, le bâtiment était censé servir de café et à nouveau servir de l'eau médicinale, mais ce concept a été refusé. Le premier concert de Johann Strauss (fils) eut lieu ici en octobre 1868, après quoi le Kursalon devint une salle de danse et de concert populaire et un lieu de rencontre pour la société viennoise.
En 1908, Hans Hübner loua le Kursalon, qui s'est dès lors appelé Hübners Kursalon et plus tard Kursalon Hübner. Jusqu'au milieu du XXe siècle, de nombreux événements et manifestations sociales ont eu lieu ici. À la fin des années 1990, la ville de Vienne a vendu le Kursalon, qui appartient désormais à l'ancien locataire, la famille Hübner.
Alors que l'aspect extérieur du bâtiment correspond en grande partie aux conceptions originales de Johann Garben, l'intérieur, y compris la salle de bal, n'a pas été conservé dans sa substance historique, mais a été considérablement modifié dans le style d'après-guerre.

## Usages actuels
Le Kursalon est loué par Josip Susnjara depuis 2002 et utilisé comme lieu pour des bals, des mariages et divers autres événements. Il comprend quatre salles sur deux étages et une terrasse de 1000 m² avec vue sur le parc de la ville. Sous l'égide de la société Kursalon Betriebs GmbH, environ 500 concerts classiques attirant environ 200 000 visiteurs sont organisés chaque année.

## Galerie

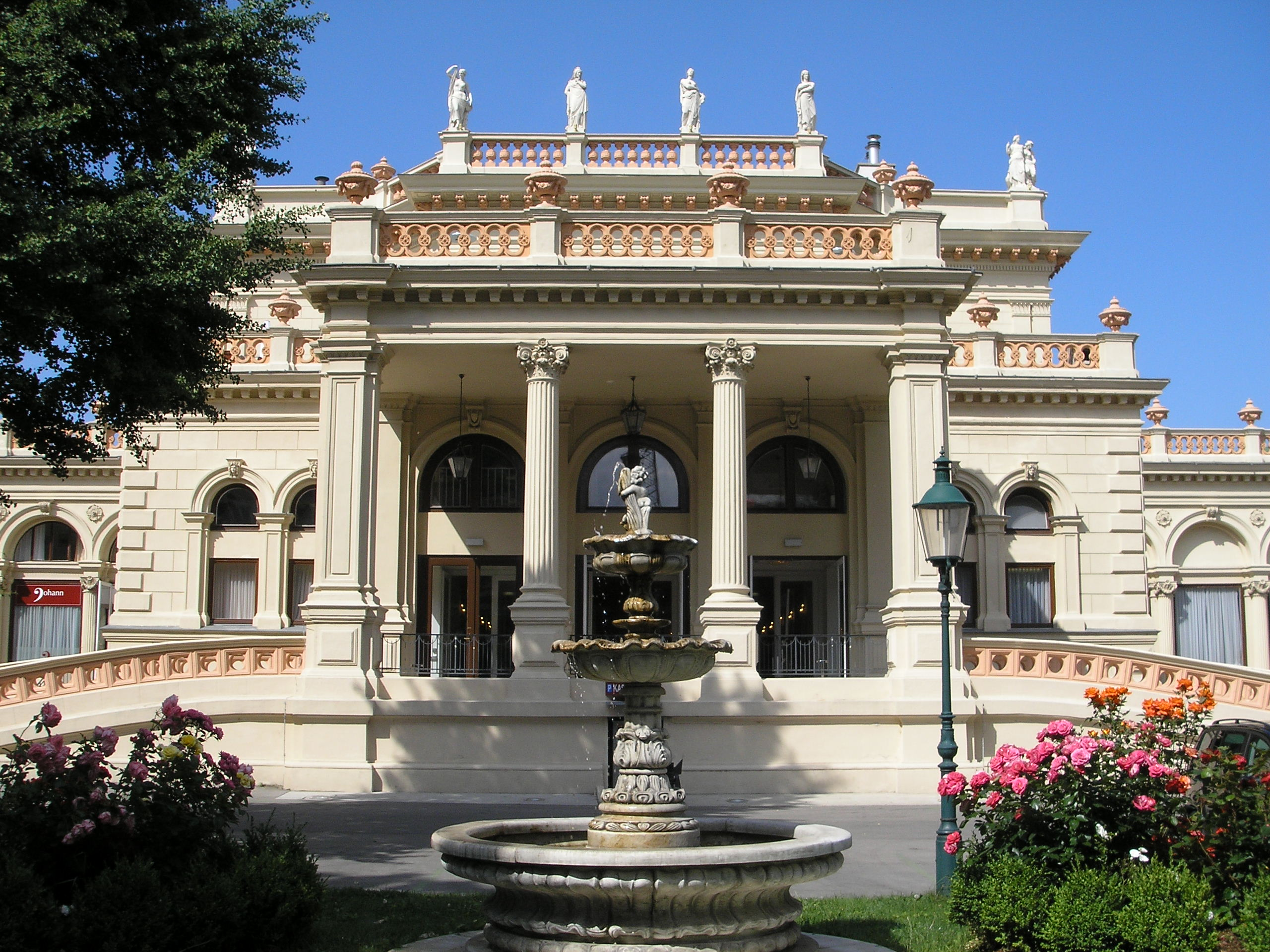
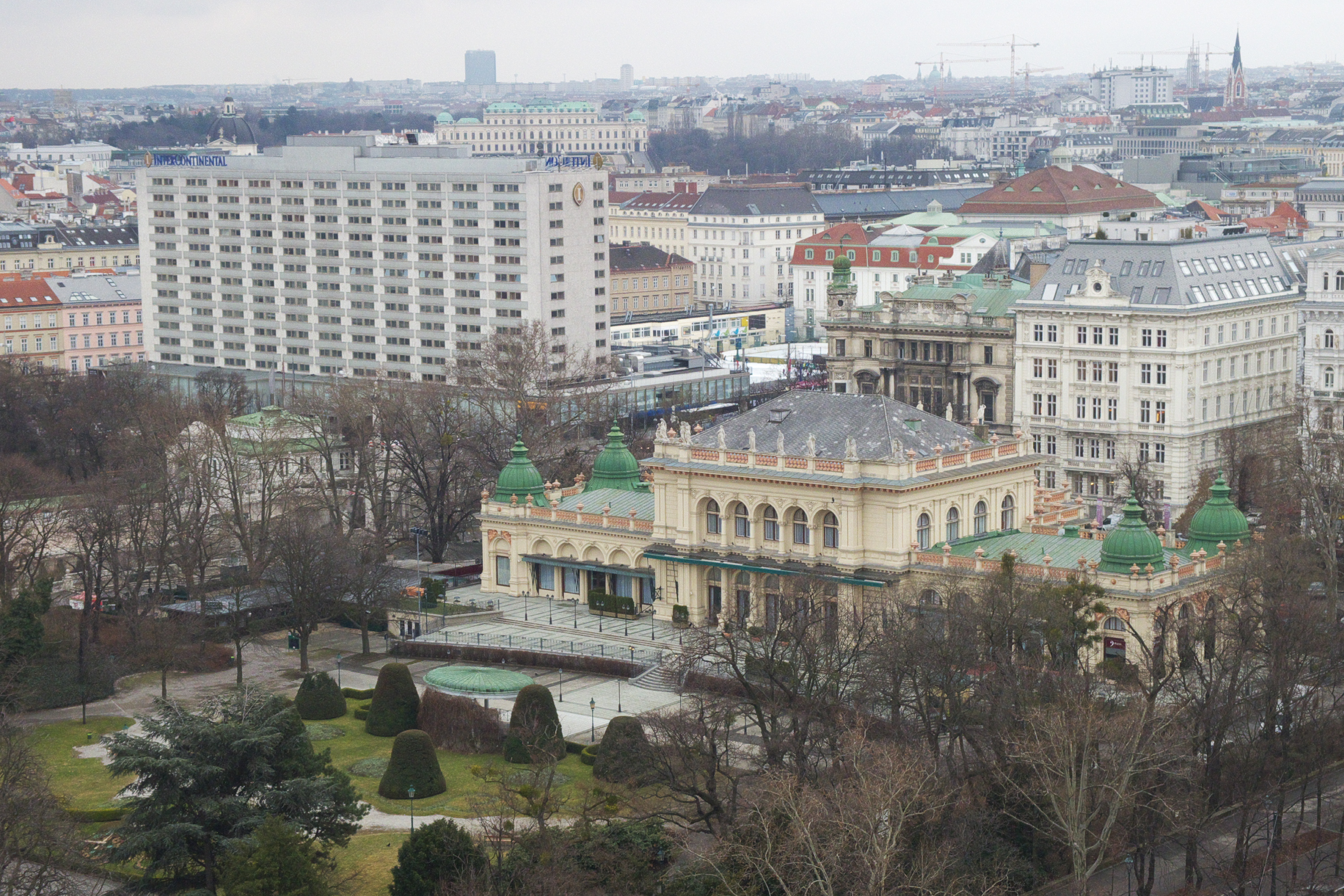
Vue depuis le Kursalon avec l'hôtel Intercontinental en arrière-plan
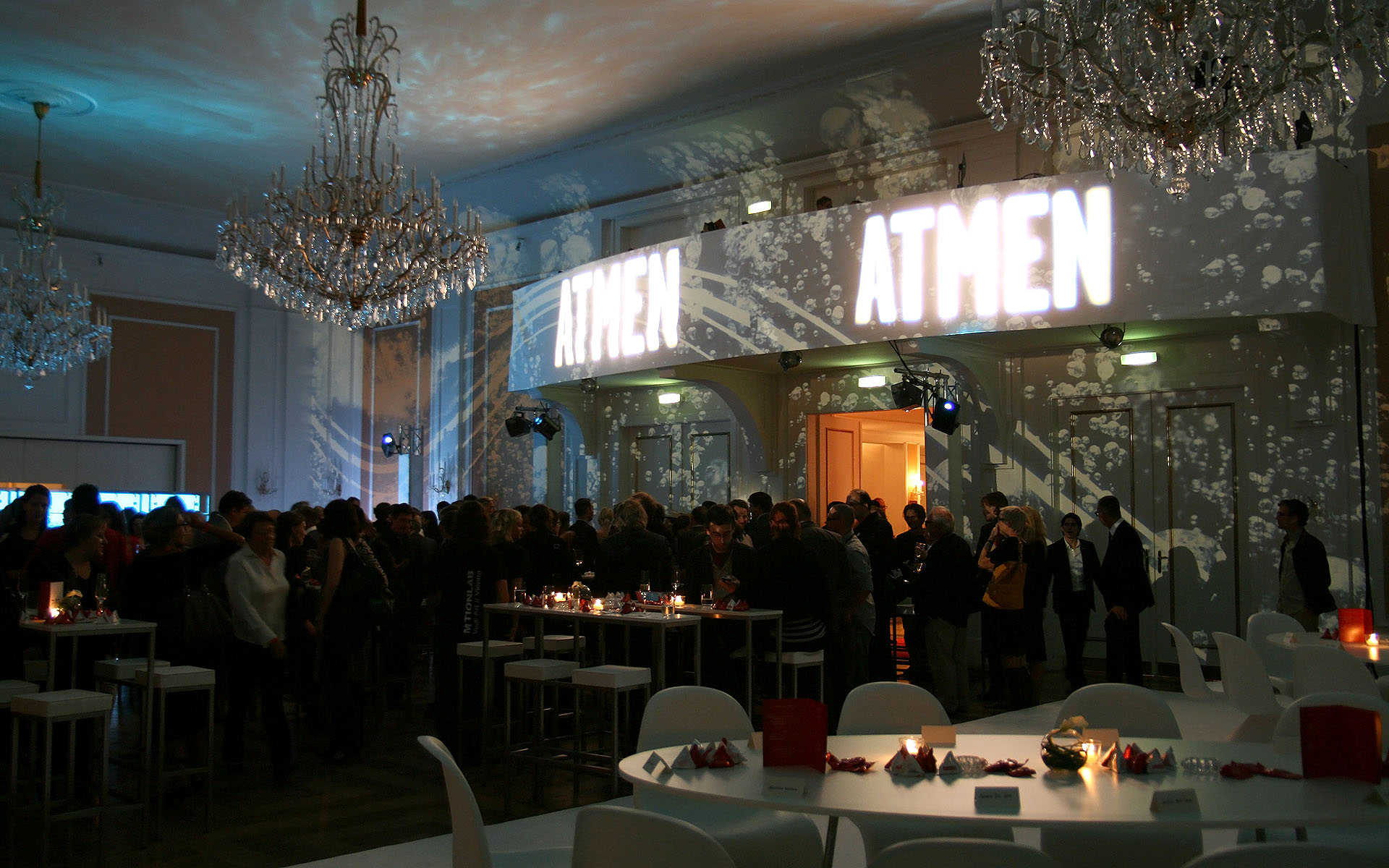
Festsaal lors de la première du film Breathe en 2011

## À proximité
- Stadtpark
- Portail de la rivière Vienne
- Monument Johann-Strauss
- Stadtpark (métro de Vienne)

## Liens web
- Site Web du Kursalons